# 718492 Quro
718492 Quro è un asteroide della fascia principale esterna. Scoperto nel 2017, presenta un'orbita caratterizzata da un semiasse maggiore pari a 3,175212 UA e da un'eccentricità di 0,057295, inclinata di 8,243110° rispetto all'eclittica.
È dedicato a Quno, creatore di manga e disegnatore del manga Asteroid in Love.